# Вю-Ан, Эрик
Эрик Бинь Вю-Ан (фр. Éric Binh Vu-An; 3 января 1964, Париж — 8 июня 2024, Ницца) — французский артист балета, балетмейстер

 и актёр.
Сын вьетнамца и француженки. С 10 лет занимался в балетной школе при Парижской опере, с 15 лет на сцене. С 1982 года — солист балета Парижской оперы, в том же году стал первым лауреатом новоучреждённой Премии кружка Карпо для молодых артистов труппы. В 1983 году дебютировал в партии Базиля в балете «Дон Кихот» — первой постановке Рудольфа Нуреева в качестве руководителя балетной труппы Парижской оперы. В 1986 году был исполнителем главных партий в нескольких постановках Мориса Бежара. После премьеры балета «Арепо» с Вю-Аном и Мануэлем Легри в главных партиях, Бежар самовольно, без согласия с руководством, объявил его этуалью труппы — что стало поводом для скандала и конфликта между ним и Нуриевым, и в итоге вынудило артиста покинуть театр. После 1989 года вернулся в труппу в качестве приглашённого солиста, но звания «этуали» так и не получил.
С 1989 года Вю-Ан начал работать как хореограф, дебютировав постановкой собственного 15-минутного танца для роли Антиноя в драматическом спектакле Маурицио Скапарро «Воспоминания Адриана» по одноимённому роману Маргерит Юрсенар. Премьера прошла на исторической Вилле Адриана в Риме, критика отмечала экзотическую красоту и грациозный танец актёра.
В 1995 году возглавил балетную труппу Большого театра в Бордо, затем руководил балетом Авиньонской оперы. С 2005 года — ассистент руководителя Марсельского национального балета и Высшей балетной школы при нём. С 2009 года руководил Средиземноморским балетом в Ницце.
Наиболее заметная страница в актёрской биографии Вю-Ана за пределами балетной сцены — роль Белькасима, сыгранная им в фильме Бернардо Бертолуччи «Под покровом небес» (1990). В том же году исполнил роль Вацлава Нижинского в телефильме Филиппа Валуа «Нижинский, марионетка бога».
Обладатель ряда балетных премий и государственных наград, в том числе кавалер Ордена Почётного легиона (2004).
Скончался 8 июня 2024 года от глиобластомы в больнице Ниццы в возрасте 60 лет.

## Фильмография
- 1988 — Les Enfants de la danse, документальный фильм Дирка Сандерса[фр.].
- 1990 — Белькасим, «Под покровом небес», художественный фильм Бернардо Бертолуччи.
- 1990 — Вацлав Нижинский, «Нижинский, марионетка бога», телефильм Филиппа Валуа[фр.].